# خاویر بلمن
خاویر بلمن (انگلیسی: Javier Belman؛ زادهٔ ۴ اکتبر ۱۹۹۸) بازیکن فوتبال اهل اسپانیا است.